# Мёгенбург, Дитмар
Дитмар Мёгенбург (нем. Dietmar Mögenburg; род. 15 августа 1961, Леверкузен, Северный Рейн-Вестфалия) — немецкий легкоатлет (прыжок в высоту), чемпион и призёр чемпионатов Европы, призёр чемпионата мира, чемпион летних Олимпийских игр 1984 года в Лос-Анджелес, участник трёх Олимпиад, рекордсмен мира.

## Карьера
В 1979 году Мёгенбург стал победителем Чемпионат Европы по лёгкой атлетике среди юниоров с результатом 224 см.
Мёгенбург прошёл отбор на летние Олимпийские игры 1980 года в Москве, но не попал на Олимпиаду из-за бойкота этих Игр западными странами. Накануне этих Игр им был установлен мировой рекорд в этой дисциплине — 235 см.
На летней Олимпиаде 1984 года в Лос-Анджелесе Мёгенбург стал олимпийским чемпионом, покорив высоту 235 см. Серебряным призёром стал швед Патрик Шёберг (233 см), бронзовым — китайский прыгун Чжу Цзяньхуа (231 см).
На следующей летней Олимпиаде 1988 года в Сеуле Мёгенбург стал шестым с результатом 234 см. Триумфатором этих Игр стал советский прыгун Геннадий Авдеенко (238 см — олимпийский рекорд).
Летняя Олимпиада 1992 года в Барселоне стала для Мёгенбурга последней. Он взял высоту 215 см и не попал в финальную часть соревнований, которую выиграл кубинец Хавьер Сотомайор (234 см).